# キネメロ
『キネメロ』は、2012年7月4日にリリースされた木根尚登初のセルフカバー・アルバム。発売元は、よしもとミュージック。

## 概要
木根尚登ソロデビュー20周年記念、4作連続ベストシリーズの3作目。本作は主に木根が様々なアーティストに楽曲提供した作品をセルフカバー。ファン投票からの順位を収録。曲順も1位から12位までと同じ並び順で収録した。

## 収録曲
| 全作曲: 木根尚登。 |                            |                        |            |                    |      |
| #                  | タイトル                   | 作詞                   | 作曲・編曲 | 編曲               | 時間 |
| 1.                 | 「さくらの花の咲くころに」 | 渡辺美里               | 木根尚登   | 嶋田陽一           | 4:43 |
| 2.                 | 「PURE SNOW」              | 佐々木ゆう子・山本英美 | 木根尚登   | 嶋田陽一           | 5:12 |
| 3.                 | 「あてのない闇」           | 西尾佐栄子             | 木根尚登   | 嶋田陽一           | 4:07 |
| 4.                 | 「LOVE SONGは歌わない」    | 安藤芳彦               | 木根尚登   | 嶋田陽一           | 4:16 |
| 5.                 | 「Melody」                 | 森雪之丞               | 木根尚登   | 嶋田陽一           | 3:27 |
| 6.                 | 「何故…」                  | 木根尚登               | 木根尚登   | 嶋田陽一           | 5:19 |
| 7.                 | 「あなたが近くに」         | 小室みつ子             | 木根尚登   | 嶋田陽一・山下啓之 | 4:36 |
| 8.                 | 「永遠より長いキス」       | 吉元由美               | 木根尚登   | 嶋田陽一           | 4:28 |
| 9.                 | 「あしたの私に会いに来て」 | 小室みつ子             | 木根尚登   | 嶋田陽一           | 4:44 |
| 10.                | 「LULLABY～夢のままで～」  | 吉田栄作               | 木根尚登   | 嶋田陽一           | 4:37 |
| 11.                | 「恋と愛の距離」           | 来生えつこ             | 木根尚登   | 嶋田陽一           | 4:47 |
| 12.                | 「嵐のち晴れ」             | 田中花乃               | 木根尚登   | 嶋田陽一           | 4:56 |
| 合計時間:          | 合計時間:                  | 合計時間:              | 合計時間:  | 55:12              |      |

## 曲解説
1. さくらの花の咲くころに
原曲は、渡辺美里のアルバム『ribbon』収録作品。
2. PURE SNOW
原曲は、佐々木ゆう子のシングル曲（タイトル曲）。
3. あてのない闇
原曲は、宇都宮隆のアルバム『easy attraction』収録作品。
4. LOVE SONGは歌わない
原曲は、葛城哲哉のアルバム「DOUBLE DEALER」収録作品。
5. Melody
原曲は、浅香唯のシングル曲。
木根が初めてアイドルのシングルA面採用曲。
6. 何故…
原曲は、木村由姫のアルバム『First Season』収録作品。
7. あなたが近くに
原曲は、小室みつ子のアルバム『Say You Want Me』収録作品。
8. 永遠より長いキス
原曲は、日置明子のシングル曲（タイトル曲）。
9. あしたの私に会いに来て
原曲は、鈴木亜美のアルバム『infinity eighteen vol.1』収録作品。
10. LULLABY～夢のままで～
原曲は、吉田栄作のアルバム「THE LONG & WINDING ROAD」収録作品。
11. 恋と愛の距離
原曲は、田中裕子のアルバム「都会の猫たち」収録作品。
12. 嵐のち晴れ
原曲は、椎名へきるのシングル「嵐のち晴れ」（タイトル曲）。

## クレジット
- All Keyboards: 嶋田陽一
- Additional Keyboards: 山下啓之 (#7)
- Produced: 木根尚登, 藤井徹貫
- Recording & Engineer: あべとおる, 山下啓之
- Mastering Engineer: 阿部充泰
- Design: 住吉昭人
- Photography: 阿部薫
- A&R: 和泉かな